# Jujhar Khaira
Jujhar Khaira (Surrey, Columbia Británica, 13 de agosto de 1994), apodado JJ, es un jugador profesional canadiense de hockey sobre hielo que se desempeña en la posición de extremo izquierdo en Minnesota Wild, equipo de la National Hockey League (NHL).

## Carrera
Fue seleccionado en la tercera ronda en la NHL Entry Draft de 2012. En 2015 hizo su debut profesional con el equipo Edmonton Oilers, en el cual jugó seis temporadas (2015-2021), después pasó a Chicago Blackhawks (2021-2023), luego a Minnesota Wild, donde lleva jugando una temporada.